# Vyšná Olšava
Vyšná Olšava és un poble i municipi d'Eslovàquia. Es troba a la regió de Prešov, al nord del país.

## Història
La primera referència escrita de la vila data del 1382.

## Demografia
| Godina             | 1994 | 2004    | 2014   | 2024   |
| ------------------ | ---- | ------- | ------ | ------ |
| Nombre de persones | 525  | 599     | 643    | 623    |
| Diferència         |      | +14,09% | +7,34% | −3,11% |

| Godina             | 2023 | 2024   |
| ------------------ | ---- | ------ |
| Nombre de persones | 629  | 623    |
| Diferència         |      | −0,95% |